# Liste der historischen Hochhäuser in Deutschland
Diese Liste der historischen Hochhäuser in Deutschland umfasst Wohn-, Geschäfts- und Bürogebäude, aber keine Sende- oder Kirchtürme. Enthalten sind also Gebäude, die nach heutigen Maßstäben als Hochhäuser bezeichnet werden und vor oder während der Weimarer Republik bzw. vor dem Zweiten Weltkrieg im damaligen deutschen Staatsgebiet fertiggestellt wurden. Da diese Kriterien nicht absolut eindeutig sind, kann schließlich nur die allgemeine (fachliche) Einschätzung als endgültiges Auswahlmittel dienen. Klassischerweise wird der Bau 15 von 1915 in Jena als erstes Hochhaus im heutigen Deutschland angesehen, mitunter aber auch der 1909 fertiggestellte Narva-Turm in Berlin-Friedrichshain.
Ein Großteil der frühen deutschen Hochhäuser entstand in den Stilen der Reformarchitektur, des Neuen Bauens und des Expressionismus.
Die Einträge sind chronologisch geordnet, mit grau markiert Gebäude von vor 1900.
| Bild               | Gebäude                                          | Stadt                              | Besonderheiten / Nutzung | Architekt                                                           | Bauweise              | Eröffnet       | Höhe m                    | Etagen            |
| ------------------ | ------------------------------------------------ | ---------------------------------- | --- | ------------------------------------------------------------------- | --------------------- | -------------- | ------------------------- | ----------------- |
|                    | Augsburger Rathaus                               | Augsburg-Altstadt                  | – Renaissance-Rathaus, seit 1620 höchster Profanbau Deutschlands mit voll nutzbaren Geschossen; bei Fertigstellung mutmaßlich weltweit eines der ersten Häuser mit mehr als sechs Vollgeschossen      | Elias Holl                                                          |                       | 1620           | 57                        | 9                 |
|                    | Narva-Turm in der Oberbaum City                  | Berlin-Friedrichshain              | – Erstes Hochhaus im Ensemble in Deutschland, die ursprüngliche Nutzung der Obergeschosse ist bis heute ungeklärt; bei Erbauung zehngeschossig                                                        | Theodor Kampffmeyer ? Schweger & Partner                            |                       | 1909 1963 2000 | 42 ? 63                   | 10 (Glaskubus) 16 |
|                    | Beyer-Bau                                        | Dresden                            | | Martin Dülfer                                                       |                       | 1913           | 40                        | 10                |
|                    | Zeiss Bau 15                                     | Jena                               | – Erstes solitäres Hochhaus Deutschlands | Friedrich Pützer                                                    |                       | 1915           | 42                        | 11                |
|                    | Behrensbau                                       | Berlin-Oberschöneweide             | – Nationale Automobil-Gesellschaft, später AEG | Peter Behrens                                                       |                       | 1917           | 58                        |                   |
|                    | Siemensturm                                      | Berlin-Siemensstadt                | – Turm des ehemaligen Wernerwerks II (Messgerätewerk), Markierung der Siemensstadt als Stadtteil | Hans Hertlein                                                       |                       | 1918           | 70,8                      |                   |
|                    | Ernemann-Turm                                    | Dresden                            | – elliptischer Turmaufsatz | Emil Högg & Richard Müller                                          | Stahlbeton            | 1923           | 48                        | 10                |
|                    | Industriehaus Düsseldorf                         | Düsseldorf                         | – Erstes Bürohochhaus in Westdeutschland, unter Denkmalschutz | Tietmann & Haake                                                    |                       | 1923           |                           | 9                 |
|                    | Wilhelm-Marx-Haus                                | Düsseldorf                         | – Unter Denkmalschutz | Wilhelm Kreis                                                       | Stahlbeton            | 1924           | 57                        | 12                |
|                    | Stummhaus                                        | Düsseldorf                         | | Paul Bonatz                                                         |                       | 1924           |                           | 11                |
|                    | Chilehaus                                        | Hamburg                            | – UNESCO-Welterbe | Fritz Höger                                                         |                       | 1924           |                           | 11                |
|                    | Meßberghof                                       | Hamburg                            | – UNESCO-Welterbe | Hans und Oskar Gerson                                               |                       | 1924           |                           | 10                |
|                    | Hansahochhaus                                    | Köln                               | – Erstes Hochhaus in Köln – kurze Zeit höchstes Hochhaus Europas | Jacob Koerfer                                                       |                       | 1925           | 65                        | 17                |
|                    | Borsigturm                                       | Berlin                             | – Beispiel des Backstein-Expressionismus | Eugen Schmohl                                                       | Stahlskelett          | 1925           | 65                        | 12                |
|                    | Cammann-Hochhaus                                 | Chemnitz                           | – Erstes Hochhaus in Chemnitz | Willy Schönefeld                                                    |                       | 1925           | 40                        | 8                 |
|                    | ehem. Knorr-Bremse Gebäude                       | Berlin-Victoriastadt               | | Alfred Grenander                                                    |                       | 1927           | 40                        | 9                 |
|                    | Ullsteinhaus                                     | Berlin                             | – Beispiel des Backstein-Expressionismus mit starken Anklängen an die Architektur der Gotik | Eugen Schmohl                                                       |                       | 1927           | 76                        | 12                |
|                    | Tagblatt-Turm                                    | Stuttgart                          | – Erstes Hochhaus in Stuttgart | Ernst Otto Oßwald                                                   | Sichtbeton            | 1928           | 61                        | 18                |
|                    | Anzeiger-Hochhaus                                | Hannover                           | | Fritz Höger                                                         | Stahlskelett          | 1928           | 51                        | 10                |
|                    | Krochhochhaus                                    | Leipzig                            | – Erstes Hochhaus in Leipzig – Wurde anfangs mit einer Attrappe ausgestattet, um die Wirkung der finalen Höhe zu prüfen.                                                                              | German Bestelmeyer                                                  | Stahlbeton            | 1928           | 44                        | 12                |
|                    | Postscheckamt Breslau                            | Breslau (seit 1945 Wrocław, Polen) | – Erstes Hochhaus in Europa östlich von Berlin | Lothar Neumann                                                      | Stahlskelett          | 1929           | 43                        | 11                |
|                    | Deutschlandhaus (Essen)                          | Essen                              | – Erstes Hochhaus in Essen | Jacob Koerfer                                                       |                       | 1929           | 37,4                      | 10                |
|                    | Handelshof (Gera)                                | Gera                               | – Erstes Hochhaus in Gera | Hans Brandt                                                         |                       | 1929           | 36                        | 10                |
|                    | Altes Technisches Rathaus                        | München                            | – Erstes Hochhaus in München | Hermann Leitenstorfer                                               |                       | 1929           | 45,5                      | 12                |
|                    | Hochhaus am Albertplatz                          | Dresden                            | | Hermann Paulick                                                     | Stahlbeton-Skelettbau | 1929           | 40                        | 11                |
|                    | Westfalenhaus                                    | Dortmund                           | – nach Kriegszerstörungen stark verändert | Jacob Koerfer                                                       |                       | 1929           | 44 (ca.)                  | 12                |
|                    | Warenhaus Karstadt                               | Berlin                             | – 1945 größtenteils gesprengt, geringe Teile wurden aber wieder aufgebaut und stehen bis heute | Philipp Schaefer                                                    |                       | 1929           | 56 (71 m mit Lichtsäulen) | 11                |
|                    | Europahaus (Leipzig)                             | Leipzig                            | – Errichtet gemäß Ringcity–Konzept – Wurde 1965 stark verändert (u. a. durch Arkaden im Erdgeschoss).                                                                                                 | Otto Paul Burghardt                                                 | Stahlbeton-Skelettbau | 1929           | 56                        | 13                |
|                    | Opelturm Rüsselsheim                             | Rüsselsheim                        | – Opelwerk Rüsselsheim – Sollten ursprünglich als zwei 109 m hohe Reklametürme errichtet werden. | Paul Meissner                                                       |                       | 1929           | 52                        | 14                |
| Karl-Bröger-Haus   | Karl-Bröger-Haus                                 | Nürnberg                           | – Erstes Hochhaus in Nürnberg – Als Verlagshaus der Fränkischen Tagespost eröffnet – 1939 bis 1942/43 Druckort der Fränkischen Tageszeitung und des Blattes Der Stürmer – Heute Sitz der SPD Nürnberg | Hans Müller, Karl Kröck                                             | Stahlskelett          | 1930           | 26,5                      | 7                 |
| Faber-Hochhaus     | Faber-Hochhaus                                   | Magdeburg                          | – Erstes Hochhaus in Magdeburg | Paul Schaeffer-Heyrothsberge                                        |                       | 1930           | 45                        | 11                |
|                    | Haus Grenzwacht                                  | Aachen                             | – Bau Mitte der 20er Jahre durch Rudolf Lochner begonnen (Architekt: Emil Fahrenkamp). | Jacob Koerfer (mit verändertem Entwurf)                             | Stahlskelett          | 1930           | 40                        | 11                |
|                    | Wernerwerk-Hochhaus                              | Berlin                             | | Hans Hertlein                                                       |                       | 1930           | 57                        | 14                |
|                    | Kathreiner-Hochhaus                              | Berlin                             | | Bruno Paul                                                          | Stahlbeton-Skelett    | 1930           | 46                        | 12                |
|                    | Ämterhochhaus                                    | Würzburg                           | – erstes Hochhaus in Würzburg und in Franken | Christoph Mayer, Franz Kleinsteuber                                 | Stahlbeton-Skelett    | 1930           | 33                        | 7                 |
|                    | Gewerkschaftshaus                                | Frankfurt am Main                  | – erstes Hochhaus in Frankfurt | Taut & Hoffmann                                                     | StahlSkelett          | 1931           | 31                        | 9                 |
|                    | Capitol (Hannover)                               | Hannover                           | – Büro- und Geschäftshaus mit Kino | Friedrich Hartjenstein                                              |                       | 1931           |                           | 10                |
|                    | Stadtbibliothek Hannover                         | Hannover                           | – Erstes Bibliothekshochhaus in Deutschland – Beispiel des Backstein-Expressionismus | Karl Elkart                                                         |                       | 1931           |                           | 10                |
|                    | Europahaus (Berlin)                              | Berlin                             | | Richard Bielenberg und Josef Moser                                  |                       | 1931           |                           | 12                |
|                    | Stadtsparkasse                                   | Breslau (seit 1945 Wrocław, Polen) | | Heinrich Rump                                                       | Eisenbeton-Skelett    | 1931           | 36                        | 10                |
|                    | Shell-Haus                                       | Berlin                             | | Emil Fahrenkamp                                                     | Stahlskelett          | 1932           |                           | 10                |
|                    | Columbushaus                                     | Berlin                             | | Erich Mendelsohn                                                    |                       | 1932           |                           | 10                |
| Hauptpost Nürnberg | Hauptpost-Kopfbau                                | Nürnberg                           | – Änderung der Baupläne nach Machtergreifung der Nationalsozialisten 1933 – vereinfachter Wiederaufbau nach Zerstörungen im Zweiten Weltkrieg – 2018 abgerissen                                       | Johann Kohl (erste Baupläne 1931), Max Kälberer (Umgestaltung 1933) | Stahlskelett          | 1935           | 30                        | 8                 |
|                    | Bau 36                                           | Jena                               | | Hans Hertlein und Georg Steinmetz                                   |                       | 1935           | 66                        | 16                |
|                    | Bernhard-Rust-Hochschule (Haus der Wissenschaft) | Braunschweig                       | – Erstes Hochhaus in Braunschweig | Emil Herzig                                                         |                       | 1937           | 45                        | 9                 |